# Staurastrum pachyrhynchum
Staurastrum pachyrhynchum là một loài Song tinh tảo trong họ Desmidiaceae, thuộc chi Staurastrum.